# Hygrocrates lycaoniae
Hygrocrates lycaoniae là một loài nhện trong họ Dysderidae.
Loài này thuộc chi Hygrocrates. Hygrocrates lycaoniae được miêu tả năm 1978 bởi Brignoli.